# Józef Jakub Wąsik

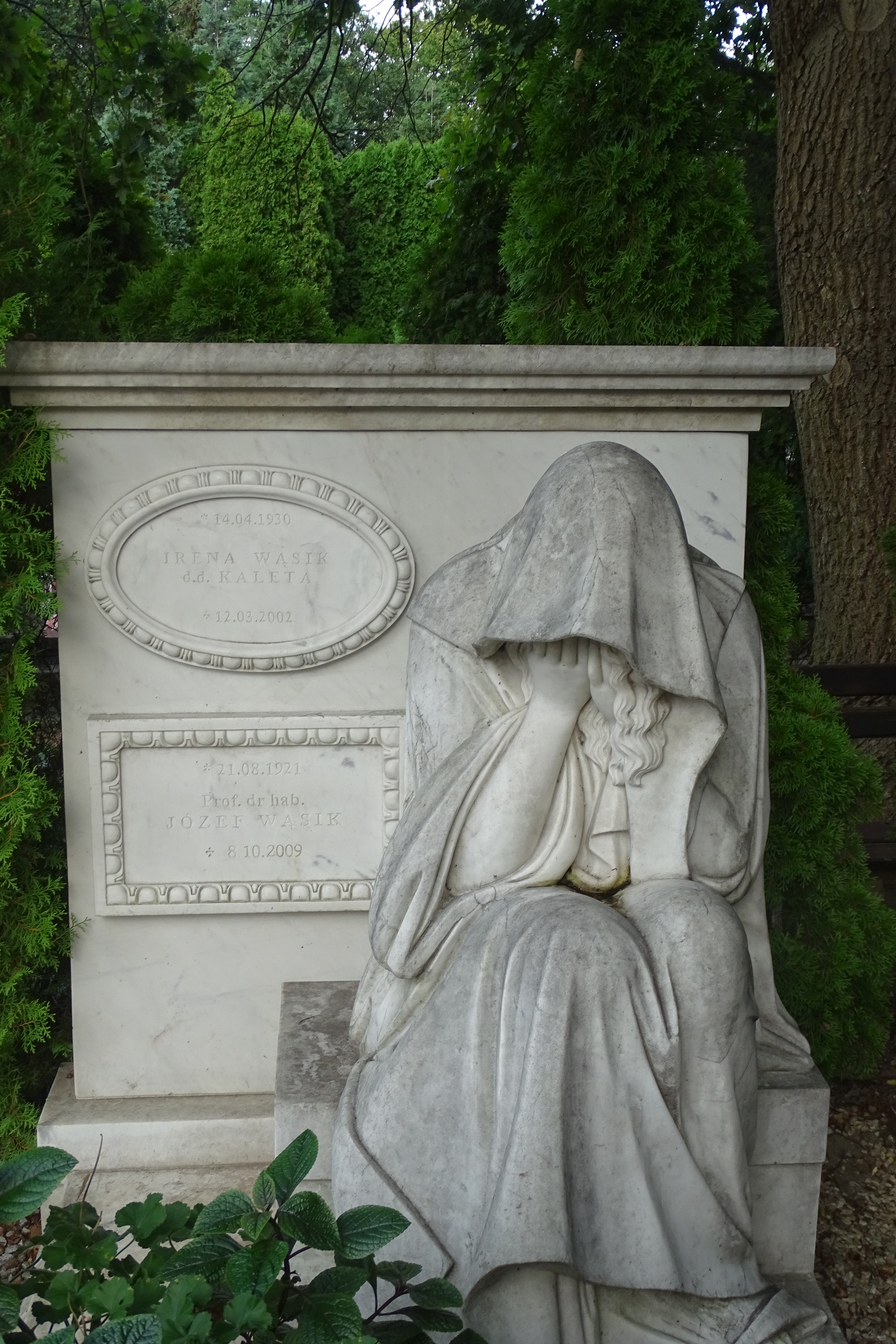
Grób prof. J. Wąsika na cmentarzu św. Rodziny we Wrocławiu

Józef Jakub Wąsik (ur. 21 sierpnia 1921 w Nowym Kamieniu, zm. 8 października 2009) – polski prawnik, specjalista prawa karnego w zakresie kary pozbawienia wolności oraz warunkowego zwolnienia, wykładowca Uniwersytetu Wrocławskiego.

## Życiorys
Urodzony 21 sierpnia 1921 roku w Nowym Kamieniu. W 1938 ukończył I Gimnazjum w Rzeszowie, a w 1945 Liceum Pedagogiczne w Brzozowie. Studiował prawo na Uniwersytecie Wrocławskim, a po jego ukończeniu w 1951 został zatrudniony jako młody asystent w Katedrze Prawa Cywilnego, a następnie w Katedrze Prawa Karnego. W latach 1961–1963 pracował w Ośrodku Badań Penitencjarnych Ministerstwa Sprawiedliwości. W 1963 obronił pracę doktorską na temat kary dożywotniego pozbawienia wolności, obrona pracy promowanej przez prof. Jerzego Śliwowskiego miała miejsce na Wydziale Prawa Uniwersytetu Mikołaja Kopernika w Toruniu. Rozprawa doktorska Wąsika została nagrodzona w konkursie Państwa i Prawa.
Po promocji doktorskiej został zatrudniony jako adiunkt w Katedrze Prawa i Polityki Penitencjarnej Wydziału Prawa i Administracji Uniwersytetu Wrocławskiego. Od 1968 roku pełnił obowiązki kierownika tej katedry, właściwą nominację otrzymał w 1970 i pełnił tę funkcję do przejścia na emeryturę w 1991 roku. Był także prodziekanem Wydziału Prawa i Administracji UWr. Habilitował się w 1979 r., a w 1985 otrzymał tytuł naukowy profesora. Pod koniec lat 1980. został zastępcą dyrektora Instytutu Kryminologicznego i Kierownikiem Ogólnopolskiego Podyplomowego Studium Prawa Karnego Wykonawczego. Krótko przed przejściem na emeryturę zaczął wykładać prawo karne w filii Uniwersytetu Marii Curie-Skłodowskiej w Rzeszowie, zajęcia te prowadził 12 lat. W 1996 r. został doradcą Nadzwyczajnej Komisji Sejmowej ds. Kodyfikacji Prawa Karnego.
Autor ok. 130 publikacji.
Zmarł 8 października 2009 roku i został pochowany 14 października na cmentarzu św. Rodziny we Wrocławiu.